# Rudolf Dworsky
Rudolf Franz Dworsky (* 11. April 1881 in Wien; † 6. Juli 1927 in Perleberg) war ein Bühnenbildner, Filmarchitekt, Filmproduzent, Filmregisseur und langjähriger technischer Leiter von Max Reinhardts Berliner Theaterproduktionen und -inszenierungen.

## Leben

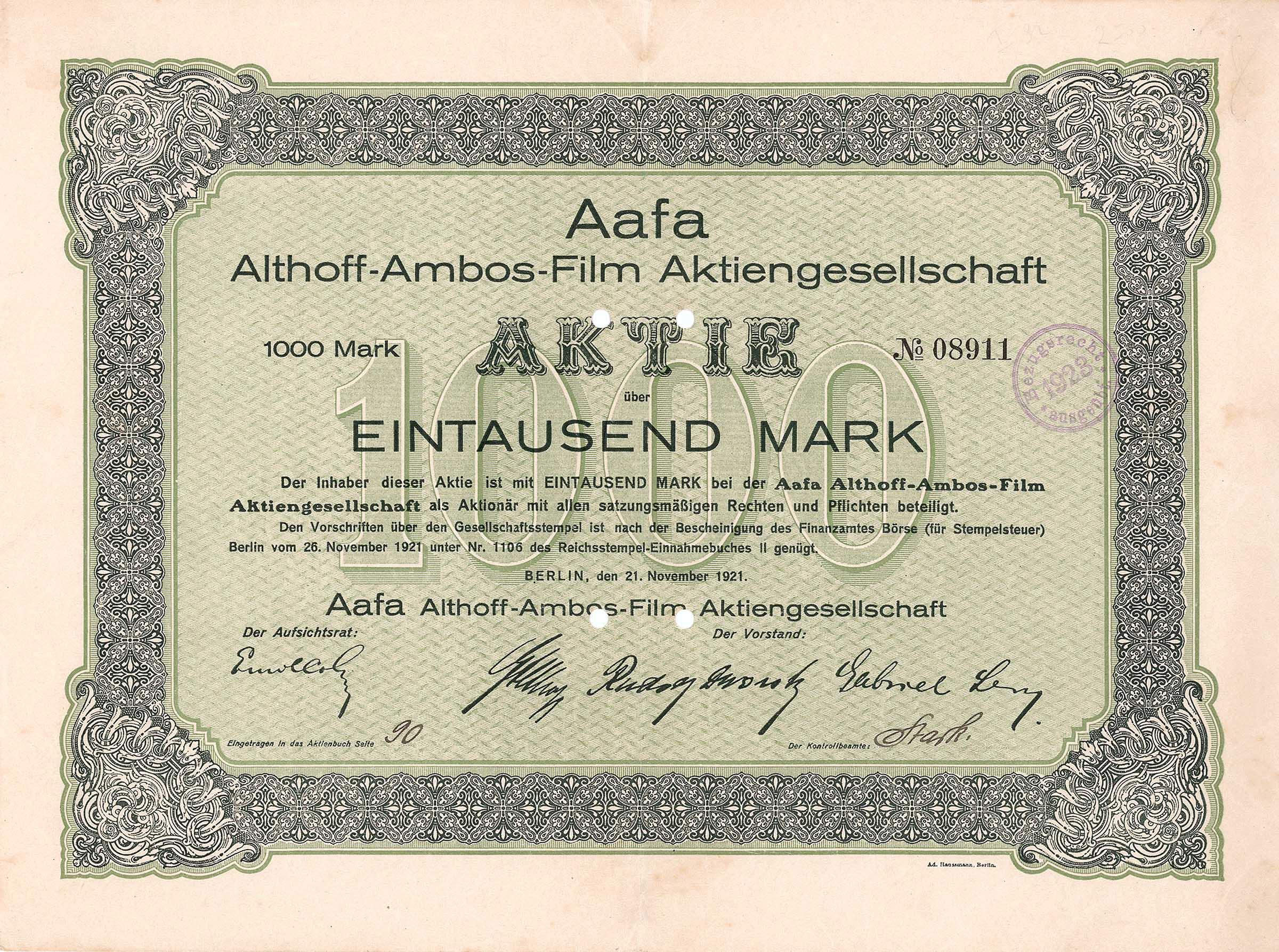
Aktie über 1000 Mark der Aafa Althoff-Ambos-Film AG vom 21. November 1921 mit Unterschriften der Vorstände Rudolf Dworsky und Gabriel Levy

Über Dworskys Ausbildung ist derzeit nichts bekannt. Er begann seine Karriere 1905 als Theatermeister am Stadttheater Konstanz. Ab 1907 arbeitete er als Obermaschinenmeister an Max Reinhardts Deutschem Theater in Berlin, wo er seit Jahresbeginn 1909 als technischer Leiter zahlreicher Aufführungen – erstmals bei einer Faust-Inszenierung – nachzuweisen ist. War Dworsky zunächst an diversen Shakespeare-Aufführungen beteiligt, darunter allein 1909 unter anderem Hamlet, Ein Sommernachtstraum und Der Kaufmann von Venedig, so wirkte Dworsky später (seit dem Ersten Weltkrieg) auch an modernen Stücken mit wie Das Mirakel und Wallensteins Tod (beide 1915), Judith (1917), Hanneles Himmelfahrt und Die Macht der Finsternis (beide 1918), Narrenspiel des Lebens, Von morgens bis mitternachts und Die Wupper (alles 1919). Bis zum Jahresbeginn 1922 ist Dworsky als ständiger Mitarbeiter Reinhardts nachzuweisen.
Noch während seiner intensiven Theaterarbeit stieß Dworsky inmitten des Ersten Weltkriegs, 1916, als Produzent zum Film. Von 1918 bis 1921 war er in dieser Funktion für die Firma „Amboß Film Dworsky & Co. OHG“, deren Inhaber er mit Arthur Wellin war, aktiv. Von 1921 bis zu seinem frühen Tode 1927 produzierte Rudolf Dworsky für die Aafa Althoff-Ambos-Film AG, bei der er Vorstandsmitglied und überdies als künstlerischer Oberleiter tätig war. In einem Fall (bei der Wilhelm Tell-Verfilmung von 1923) beteiligte sich Dworsky auch an der Filmregie.
Er war ab 1917 verheiratet mit Margarethe Dworsky, geb. Sobeck (* 1889 Berlin; † 1972 ebendort) und hatte eine Tochter, Hannelore (* 1919 Berlin-Charlottenburg; † 2005 Huntsville, Alabama), die später als Theaterleiterin und Schauspiellehrerin arbeitete.
Dworsky starb 1927 in Perleberg an den Folgen eines am 23. Juni im nahen Kleinow erlittenen Autounfalls. In diversen Fachpublikationen wurden ihm Nachrufe gewidmet.

Er wurde auf dem Luisenfriedhof III in Berlin-Charlottenburg beigesetzt.

## Filmografie
als Produzent, Filmarchitekt oder künstlerischer Oberleiter, wenn nicht anders angegeben
- 1916: Die Königin der Nacht
- 1916: Quintus Veit
- 1917: Sein einziger Sohn
- 1917: Die Perlen des Maharadscha
- 1918: Es werde Licht!, 2. Teil
- 1918: Die Macht der Finsternis
- 1918: Der lebende Leichnam
- 1918: Das Signal der Rache
- 1918: Getrennte Welten
- 1918: Der Ring der drei Wünsche
- 1918: Pique Dame
- 1918: Die singende Hand
- 1919: Spiele eines Milliardärs
- 1919: Der fremde Sohn
- 1919: Tropenblut
- 1919: Stiefkinder des Glücks
- 1919: Dämmernde Nächte
- 1919: Ewige Schönheit
- 1919: Die Rose von Stambul
- 1920: Fremde Welten
- 1920: Die Welt ohne Hunger
- 1920: Der steinerne Gast
- 1920: Frauenbriefe
- 1920: Das Bild der Geliebten
- 1921: Blutige Spuren
- 1921: Das große Los
- 1921: Das Attentat
- 1922: Das Liebesnest, zwei Teile
- 1922: Bigamie
- 1923: Der Menschenfeind
- 1923: Wilhelm Tell (Co-Regie mit Rudolf Walther-Fein)
- 1925: Wetterleuchten
- 1925: Sumpf und Moral
- 1925: Der Abenteurer
- 1925: Die vom Niederrhein
- 1925: Die Gesunkenen
- 1926: Zopf und Schwert
- 1926: Schützenliesl
- 1926: Die geschiedene Frau
- 1926: Der lachende Ehemann
- 1927: Rinaldo Rinaldini
- 1927: Faschingszauber
- 1927: Das Heiratsnest
- 1927: Liebesreigen
- 1927: Der größte Gauner des Jahrhunderts
- 1927: Ein rheinisches Mädchen beim rheinischen Wein